# Trithemis anomala
Trithemis anomala – gatunek ważki z rodziny ważkowatych (Libellulidae).